# Oldenswort
Oldenswort település Németországban, Schleswig-Holstein tartományban. Lakosainak száma 1327 fő (2023. december 31.).

## Népesség
A település népességének változása:
| Lakosok száma | 1341 | 1278 | 1261 | 1262 | 1281 | 1341 | 1327 |
|               | 1975 | 2011 | 2017 | 2019 | 2021 | 2022 | 2023 |